# Investcorp
 (janvier 2016).
Si vous disposez d'ouvrages ou d'articles de référence ou si vous connaissez des sites web de qualité traitant du thème abordé ici, merci de compléter l'article en donnant les références utiles à sa vérifiabilité et en les liant à la section « Notes et références ».
Investcorp est un fonds d'investissement fondé en 1982, permettant aux familles du Moyen-Orient d'investir leur richesse dans des opportunités d'investissement alternatives sur les marchés développés[Quoi ?].
C'est plus précisément un gestionnaire de produits d'investissement alternatifs, pour des clients privés et institutionnels basé à Bahreïn.
Sa clientèle principale se trouve dans les six pays du Conseil de coopération du Golfe, mais il a aussi des clients institutionnels en Amérique du Nord et en Europe.
Le fonds a des bureaux à New York, à Bahreïn et à Londres.

## Investissements
- Tiffany & Co.[1]
- Gucci[3]
- Leica Geosystems
- Jostens
- Breguet

Le fonds a fait un co-investissement aux côtés des régimes de retraite canadiens de la Caisse de dépôt et de placement du Québec et d'Investissements PSP, en vue de l'acquisition d'Alix Partners en 2017. La transaction a été finalisée avec succès fin 2016.
En 2019, Investcorp a lancé un fonds de 500 millions de dollars pour l’achat de marques de produits alimentaires et de sites de fabrication en Asie. L'accord est en coopération avec les sociétés d'État China Resources et Fung Investments, soutenues par Victor et William Fung.